# Condado de Westchester
O Condado de Westchester (em inglês:  Westchester County) é um dos 62 condados do estado americano de Nova Iorque. A sede do condado é White Plains e a cidade mais populosa é Yonkers. Foi fundado em 1683.
Com mais de 1 milhão de habitantes, de acordo com o censo nacional de 2020, é o sétimo condado mais populoso do estado e o 48º mais populoso do país. É também o sétimo mais densamente povoado do estado.
O Condado de Westchester é um dos condados localizados centralmente na Região Metropolitana de Nova Iorque. A cidade de Nova Iorque situa-se ao sul; o Condado de Putnam ao norte; o Condado de Fairfield (Connecticut) a leste; e Condado de Rockland e Condado de Bergen (Nova Jersey) do outro lado do rio Hudson, a oeste. Por causa das inúmeras conexões rodoviárias e de transporte público de Westchester para a cidade de Nova Iorque, bem como sua fronteira compartilhada com o Bronx, os séculos 20 e 21 viram grande parte do condado, particularmente a porção sul, tornar-se quase tão densamente desenvolvida quanto a cidade de Nova Iorque em si.[carece de fontes?]

## Geografia
De acordo com o Departamento do Censo dos Estados Unidos, o condado possui uma área de 1 295,2 km², dos quais 1 115,6 km² estão cobertos por terra e 179,6 km² (13,9) por água. Situado no Vale do Hudson, Westchester consiste em seis cidades, 19 vilas e 23 aldeias.

## Demografia
Desde 1900, o crescimento populacional médio do condado, a cada dez anos, é de 16,5.

### Censo 2020
Segundo o censo nacional de 2020, o condado possui uma população de 1 004 457 habitantes e uma densidade populacional de 900,4 hab/km². Seu crescimento populacional na última década foi de 5,8%, próximo do crescimento estadual de 4,2%. É o sétimo condado mais populoso de Nova Iorque e o 48º mais populoso dos Estados Unidos. É o sétimo condado mais densamente povoado do estado.
Possui 388 963 residências que resulta em uma densidade de 348,7 residências/km² e um aumento de 4,9% em relação ao censo anterior. Deste total, 5,6% das unidades habitacionais estão desocupadas. A média de ocupação é de 2,7 pessoas por residência.
Existem 353 485 famílias no condado e 5,5% da população não possui cobertura de plano de saúde. A renda familiar média é de 99 489 dólares e a taxa de emprego é de 61,4%. Existem 31 580 estabelecimentos empregadores no condado e 49,7% dos habitantes possuem diploma de nível superior.

### Censo 2000
No censo de 2000, havia cerca de 8 550 americanos de ascendência portuguesa e cerca de 3 050 americanos nascidos no Brasil.

## Transportes

### Principais estradas e rodovias
- I-87
- I-95
- I-287
- I-684
- US 1
- US 6
- US 9
- US 202